# 穆斯泰吕
穆斯泰吕（法語：Moustéru，法語發音：[musteʁy]）是法国阿摩尔滨海省的一个市镇，位于该省西部，属于甘冈区。

## 地理
穆斯泰吕（48°31'2"N, 3°14'20"W）面积14.28 平方千米，位于法国布列塔尼大區阿摩尔滨海省，该省份为法国西北部沿海省份，位于布列塔尼半岛北部，北濒大西洋英吉利海峡，西接菲尼斯泰尔省，南至莫尔比昂省，东临伊勒-维莱讷省。
与穆斯泰吕接壤的市镇（或旧市镇、城区）包括：布尔布里亚克、科阿杜、格拉斯、居吕尼埃勒、普卢伊西、特雷格拉米斯。

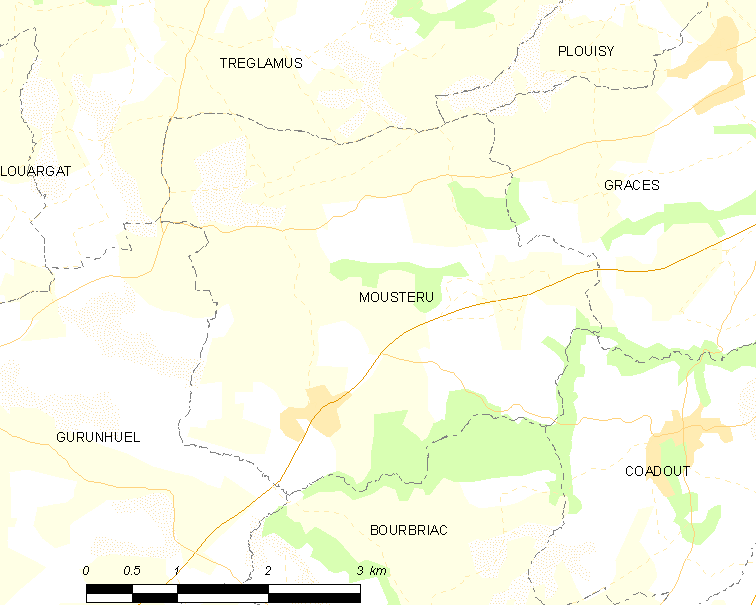
穆斯泰吕的OSM定位图

穆斯泰吕的时区为UTC+01:00、UTC+02:00（夏令时）。

## 行政
穆斯泰吕的邮政编码为22200，INSEE市镇编码为22156。

## 政治
穆斯泰吕所属的省级选区为卡拉克县。

## 人口

1962-2008年间穆斯泰吕人口变化图示

穆斯泰吕于2022年1月1日时的人口数量为642人。